# Leszek Jabłonowski
Leszek Jarosław Jabłonowski (Cracovia, 11 gennaio 1954) è un ex schermidore polacco, vincitore di una medaglia di bronzo ai campionati mondiali di scherma.